# 雀姬
《雀姬》是由北京微笑科技公司开发的一款实时多人在线日本麻将游戏，有Android版、IOS版、Microsoft Windows版、macOS版和网页版。游戏于2017年12月在台湾首先公测，2019年1月在中国大陆由Bilibili独家代理发行，2019年8月在日本由微笑科技自主发行。

## 游戏玩法
通过日本麻将规则进行三人麻将或四人麻将进行比赛，模式主要包括段位场、休闲场、好友场及人机练习。

### 具体规则
- 25000 分开局
- 1番起和，没有5本场2番缚
- 天边是0点（0点不会飞，低于0飞）
- 赤悬赏牌3枚
- 南4局如果有供托（立直棒），则返还给1位
- 如果同分，东1局时越靠近东家的名次更高（东一局东家>南>西>北）
- 不准食替
- 流局时：亲家听牌连庄，不听流庄（换南家坐庄）
- 连风牌雀头4符
- 开杠立刻翻开悬赏表示牌
- 最大单倍役满
- 没有包牌
- 有形式听牌，可以听第5只牌(手牌＝纯手牌＋副露手牌，纯手牌没有用尽4只牌的话成立)

| 番数 | 限制       | 役种                                                                                          |
| ---- | ---------- | --------------------------------------------------------------------------------------------- |
| 一番 | 无限制     | 门前清自摸和 / 断么九 / 役牌:(门风牌\|场风牌\|三元牌) / 抢杠 / 岭上开花 / 海底捞月 / 河底摸鱼 |
| 一番 | 只能门前清 | 立直 / 一杯口 / 平和 / 一发                                                                   |
| 二番 | 无限制     | 对对和 / 三暗刻 / 三色同刻 / 三杠子 / 小三元 / 混老头                                         |
| 二番 | 只能门前清 | 两立直 / 七对子                                                                               |
| 二番 | 副露后1番  | 混全带幺九 / 一气通贯 / 三色同顺                                                              |
| 三番 | 只能门前清 | 二杯口                                                                                        |
| 三番 | 副露后2番  | 纯全带幺九 / 混一色                                                                           |
| 满贯 | 特殊       | 流局满贯                                                                                      |
| 六番 | 副露后5番  | 清一色                                                                                        |
| 役满 | 无限制     | 大三元 / 字一色 / 清老头 / 四喜和 / 四杠子 / 绿一色                                           |
| 役满 | 只能门前清 | 天和 / 地和 / 四暗刻 / 国士无双 / 九莲宝灯                                                    |

### 段位系统
段位赛使用的游戏系统，通过和其他玩家进行对战胜场来获取段位分及等级分。

#### 段位赛
段位赛包括东风局四人麻将和东南局四人麻将。段位赛免费入场，无需任何消费，但有段位准入要求。

#### 段位等级
段位会根据段位分加减而升降。共设置 20 个段位等级，等级如下：
| 段位级别 | 初始分 | 升级分 | 第四名减分（东风/东南） |
| -------- | ------ | ------ | ----------------------- |
| 入门     | 0      | 20     | 0                       |
| 9级      | 0      | 20     | 0                       |
| 8级      | 0      | 20     | 0                       |
| 7级      | 0      | 20     | 0                       |
| 6级      | 0      | 40     | 0                       |
| 5级      | 0      | 60     | 0                       |
| 4级      | 0      | 80     | 0                       |
| 3级      | 0      | 100    | 0                       |
| 2级      | 0      | 100    | 10/15（不掉段）         |
| 1级      | 0      | 100    | 20/30（不掉段）         |
| 初段     | 200    | 400    | 30/45                   |
| 二段     | 400    | 800    | 40/60                   |
| 三段     | 600    | 1200   | 50/75                   |
| 四段     | 800    | 1600   | 60/90                   |
| 五段     | 1000   | 2400   | 70/105                  |
| 六段     | 1200   | 2400   | 80/120                  |
| 七段     | 1400   | 2800   | 90/135                  |
| 八段     | 1600   | 3200   | 100/150                 |
| 九段     | 1800   | 3600   | 110/165                 |
| 国士     | -      | -      | -                       |

#### 等级分说明
等级分是与段位相对独立的一套玩家实力衡量系统，仿照围棋和国际象棋中的等级分系统设计。
玩家初始等级分：1500
每次比赛后等级分变化值：（对局数补正）*（对局结果+补正值）
对局数补正：1-对局数*0.004（对局数小于 200） 或 0.2（对局数大于等于 200）
对局结果：第一名+30 第二名+10 第三名-10 第四名-30
补正值：（房间内平均等级分-玩家当前等级分）/40

## 角色介绍
- 在此仅列出主要角色。

### 主要角色
纱夜(配音：种崎敦美)
致力于提升雀力的高中女生，一板一眼的麻将部部长。喜欢可爱的东西。
老板娘(配音：佐藤利奈)
雀姬麻将馆的老板娘。坚称自己只是个普通的老板娘，开著一家普通的麻将馆。
陈(配音：杉田智和)
背景成谜的高大男人，似乎和老板娘是旧识。偶像是周润发。
安洁莉娜(配音：佐藤利奈)
家里蹲的天才少女，除了来雀姬麻将馆打牌之外几乎不外出
小棠(配音：桑原由气)
无论从哪种意义上看都很特殊的少女。才不是在cosplay。
孟青(配音：杉田智和)
在麻将馆打工的数学系大学生，性格和善，坚信科学麻将天下第一。
朵拉(配音：种崎敦美)
正值中二年纪的少女。但除了这一点外，是个意外老实的好孩子。
小枫(配音：五十岚裕美)
职业FPS电竞玩家，休息时为了放松而开始打网络麻将，没想到沉迷其中。
南宫唯(配音：桑原由气)
麻将世家的大小姐，奉家族之命来到雀姬麻将馆和所谓“平民雀士”交流学习。

### 获取方式
1. 通过游戏内祈愿的方式获得，消耗次级祈愿咒符可以进行单次祈愿，消耗10 张祈愿咒符可以进行十连祈愿。
2. 通过付费解锁的高级试炼获得。